# Bison occidentalis
Bison occidentalis — вимерлий вид ссавців роду бізон (Bison) родини бикових (Bovidae). Мешкав у Північній Америці в плейстоцені. Ймовірно, є нащадком Bison priscus. Bison occidentalis мав менше тіло та менші роги. На відміну від інших бізонів, його роги були спрямовані вгору, паралельно площині морди від носа до чола. Близько 5000 років тому, Bison occidentalis був витіснений сучасним, меншим за розмірами, Bison bison. Вважається, що Bison occidentalis вимер через конкуренцію з іншими травоїдними мегафауни плейстоцену..